# سیارک ۱۲۸۶۲۷
سیارک ۱۲۸۶۲۷ (به انگلیسی: 128627 Ottmarsheim، نامگذاری:2004RM8) صد و بیست و هشت هزار و ششصد و بیست و هفتمین سیارک کشف شده‌است که در ۶ سپتامبر ۲۰۰۴ کشف شد.